# Tara Fuki

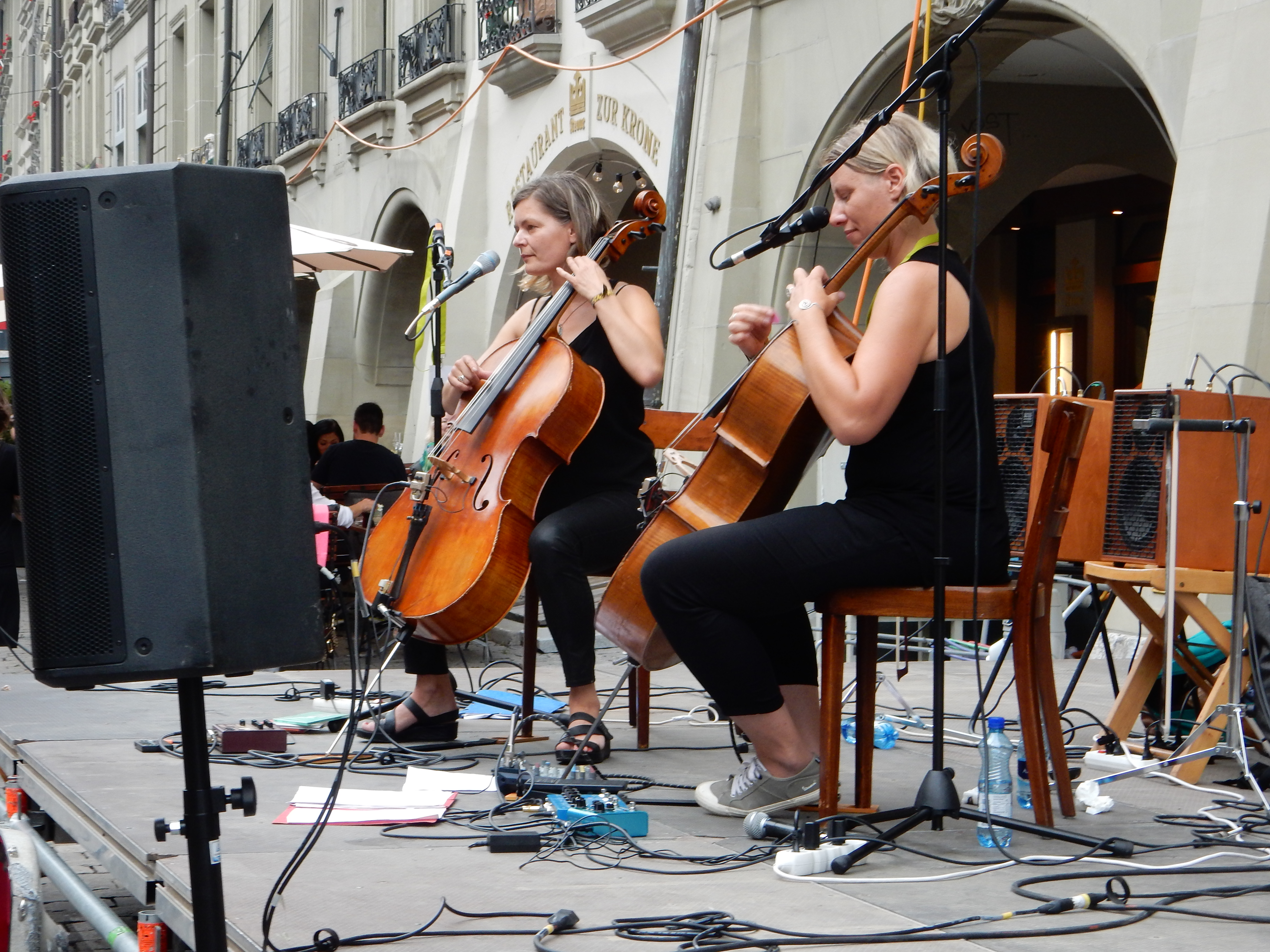
Tara Fuki (2019)

Tara Fuki è un duo musicale nato nel 2000 a Brno (Repubblica Ceca) e composto dalle violoncelliste e cantanti Andrea Konstankiewiczová (classe 1972, polacca) e Dorota Barová (classe 1975, ceca).
Le due musiciste di formazione classica propongono sonorità folk contaminate da tendenze talvolta jazz talvolta sperimentali nei due album pubblicati in studio: Piosenki do snu (Canzoni nel sogno) pubblicato nel 2001 e Kapka (Goccia) pubblicato nel 2003, con la partecipazione di Mario Buzzi al campionatore. Entrambi gli album portano l'etichetta Indies records dell'omonima casa discografica di Brno. I testi sono in polacco (con l'utilizzo di versi del poeta Baczyński), ceco e, in Kapka, anche in francese.

## Discografia
- 2001 Piosenki do snu
- 2003 Kapka
- 2007 Auris
- 2010 Sens
- 2014 Winna